# Hypena uniformis
Hypena uniformis là một loài bướm đêm trong họ Erebidae.